# 社會對話
社會對話（英語：social dialogue）起源來自於國際勞工組織1960年制定的諮商建議書，建議社會夥伴間針對特定議題以各種形式對話與合作。

## 意涵

### 國勞組織的定義
經濟與社會政策有與社會夥伴間有相關利益的議題中，勞、資、政雙方或三方有任何形式的談判、諮商或單純交換資訊，可以是全國層級、產業層級或企業層級，也可以是跨產業、跨行業別或者以上任何形式的討論。國勞組織認為社會對話的機制需要一些社會條件作為前提，包含社會夥伴中有強大且獨立的勞工和僱主組織並具備社會對話時所需的知識和技術，勞、資、政三方對於社會對話的意願與承諾，並且尊重組織結社自由與集體談判權等基本權利及以制度支持。

### 方式
社會對話活動的例子包括意見表達、公開討論、達成共識（對話中的三方）、協商和談判，由勞資雙方自願召開或由政府協同勞資雙方（或多方）召開。

### 討論議題
包含了與社會夥伴間利益的直接或間接關係，常見的有經濟環境、就業政策、工資政策、人力資源發展、社會保障、勞動法令和職業安全衛生等議題。

### 歐盟社會對話
歐洲的社會對話是根據歐洲共同體條約（第138和139；前118a和118b），當時認為社會對話是促進歐洲委員會作為一個更好治理和促進社會和經濟改革的工具。

#### 法國
法國因社會夥伴團體有政治對立，難有國家層面社會對話。除了集體談判，其強調勞、資、政三方討論就業政策與人力資源發展議題。國家就業服務署、就業與職業訓練委員會、全國成人職訓協會及地方得就業委員會諮詢促進就業及職業訓練議題並參與制定政策。

#### 德國
德國的工會及雇主團體的涵蓋率較廣，並較少有政治及意識形態對立的問題，因此全國層級的社會對話對於全國性政策的制定發揮較高的影響力，除了職業訓練和職業衛生外，也注重勞動條件的協商與談判，包含縮短工時、提高工資等。

#### 歐盟四小國
奧地利、丹麥、愛爾蘭與荷蘭在1990年代後歐盟各國為高失業率所苦時，不論在國家總體經濟發展和就業率上表現亮眼，其成果展現以2001年為例歐盟15國失業率高達7.4%而四小國僅3.5%，國勞組織認為社會對話、宏觀經濟政策與勞動市場政策是歐盟四小國成功的主因，例如荷蘭於1982年通過的華些拿協議（the Wassenaar Agreement），丹麥於1987年主張與愛爾蘭的國家復甦計畫。這些協定表達了社會夥伴願意合作面對經濟困境的意願，透過共識以取得凍結薪資調整以提升競爭力以及改革社會福利制度的基礎。

## 台灣的社會對話
社會對話有賴於政、勞、資三方討論與共識，為了改善台灣勞資關係，勞動部近年來推行社會對話的政策來促成勞資雙方對於權利義務的自治，然而2013年基本工資審議委員會通過審議附帶條件，年度消費者物價指數（CPI）年增率累計達（含）3％以上，才會再次召開基本工資審議委員會，等於年年調漲基本工資機會變低，破壞了原有的談判機制，更是種對現時運行中的社會對話機制設下障礙，進一步打擊台灣社會對話的發展進程，台灣勞工陣線秘書長孫友聯批評，CPI年增率累計超過3％才會再審議基本工資是相當荒謬的決議，以國內目前的狀況，將造成基本工資凍漲3年才有可能再調整。